# Fika

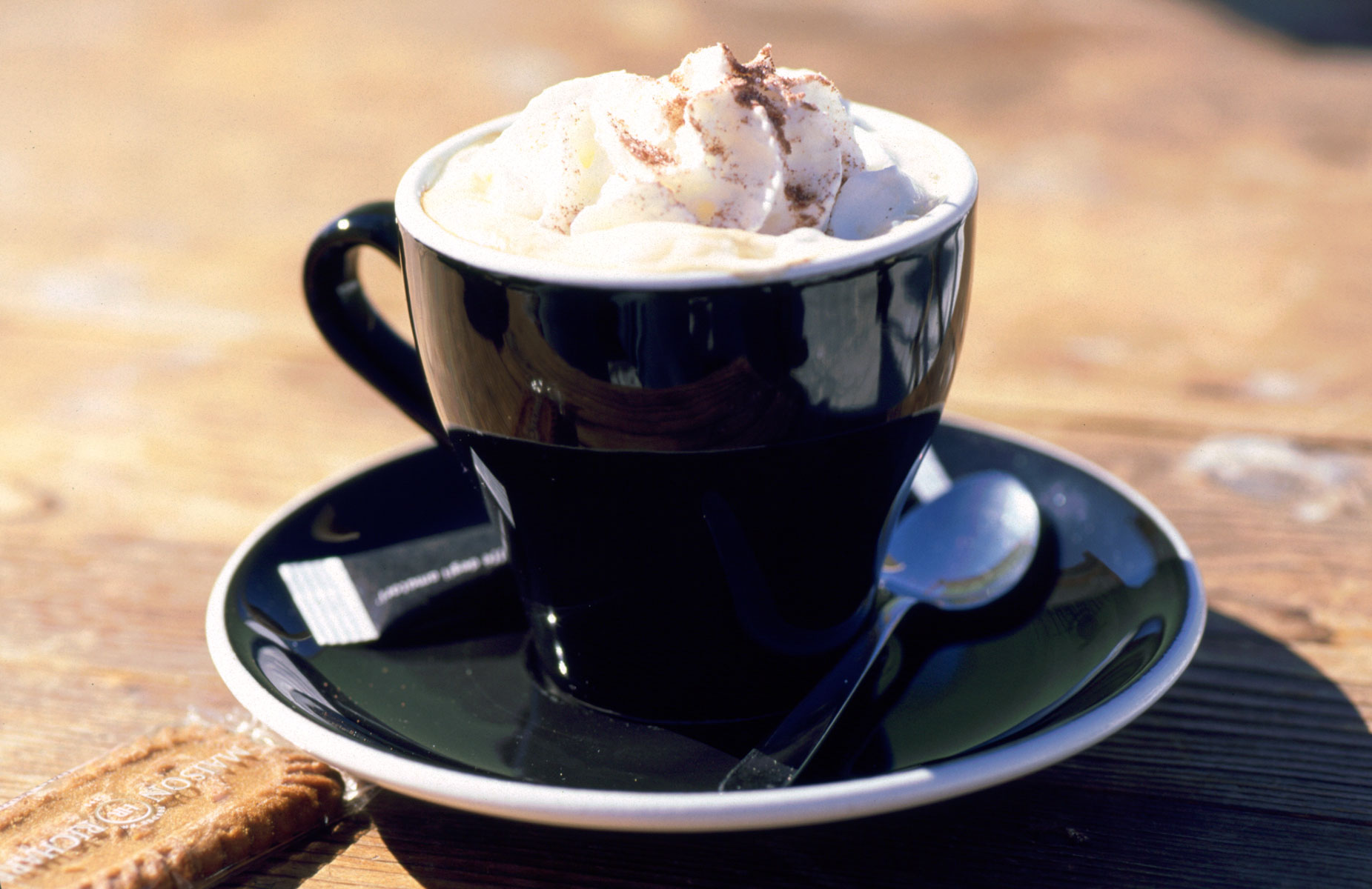
Fika es el ritual del café

Se conoce como "fika" a la pausa del café en Suecia, un aspecto cultural sueco que también se refiere al ritual de tomar el café por la tarde en Suecia, similar a la hora del té de los ingleses.

## Acerca defika

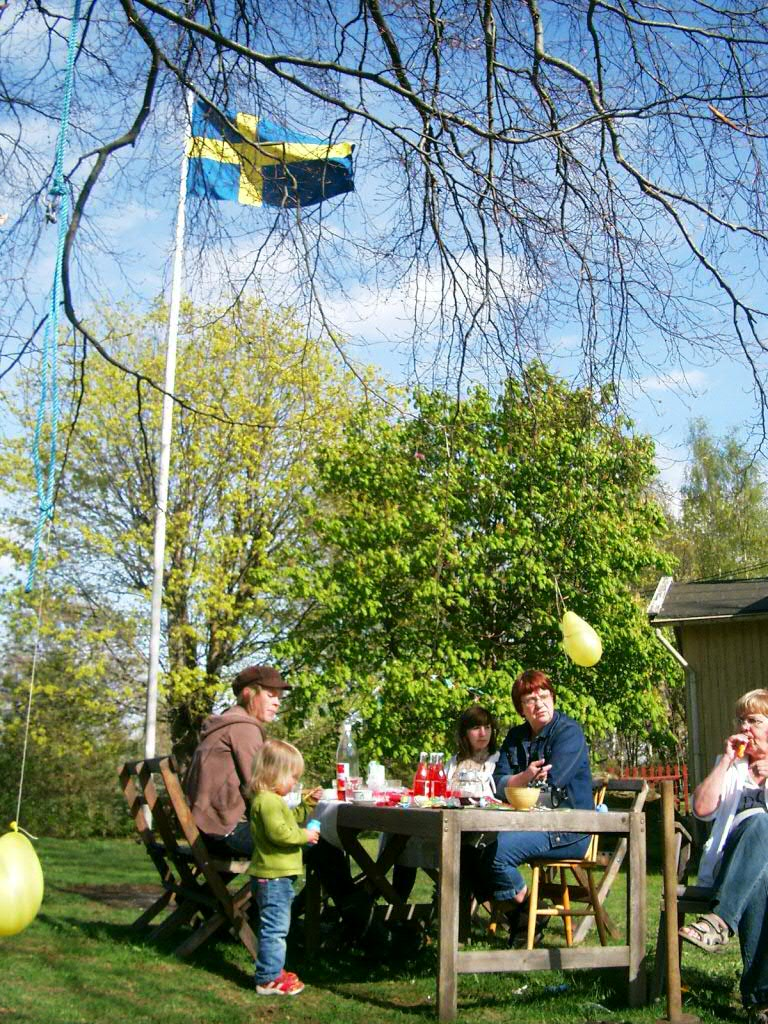
Fika al aire libre.

Fika es una institución social en Suecia: significa tomar una "pausa del café" del trabajo o de otras actividades y beber un café con sus colegas, amigos, o familia. Esta práctica de tomar una pausa para un café y un bocado ligero (algunas galletas, tarta, torta, o un emparedado) entre comidas más substanciales como almuerzo y la temprana cena. Los suecos están entre los mayores consumidores de café en el mundo. Se considera esta pausa para el café como uno de los secretos de la productividad de Suecia. Muchas empresas suecas tienen descansos obligatorios para la "fika", en los que ofrecen bebidas calientes a sus empleados. Que no se trata de tomarse un café rápido, sino de programar pausas de café a lo largo del día.

Más que una pausa para el café, es un tiempo para compartir, conectar y relajarse con los colegas. Algunas de las mejores ideas y decisiones ocurren durante la "fika".
Andreas Astrom, empresario en 2016.